# A Night at the Odeon – Hammersmith 1975
《A Night at the Odeon》은 영국의 록 밴드 퀸의 DVD/라이브 음반이다. 이 음반은 1975년 해머스미스 오데온에서 열린 밴드의 크리스마스 이브 공연을 BBC가 촬영한, 밴드의 첫 번째 공식 발매 음반이다. 이 공연은 BBC2와 BBC 라디오 1에서 방송되었으며, 〈Bohemian Rhapsody〉의 초기 라이브 공연 중 하나가 포함되어 있다. 이 음반은 밴드의 가장 인기 있는 해적판이다.

## 배경
1975년 12월 24일, 해머스미스 오데온에서 열린 공연은 퀸의 영국 투어 마지막 일정으로, 몇 주 전에 발매되어 이미 골드 인증을 받은 음반 《A Night at the Opera》를 지원하기 위한 투어였다. 싱글 〈Bohemian Rhapsody〉는 공연 당시 영국 차트에서 9주 연속 1위를 기록 중이었으며, 이 곡이 라이브로 연주된 초기 공연 중 하나였다. 퀸은 투어 중 이미 오데온에서 4번의 공연을 치렀고, 언론으로부터 긍정적인 평가를 받았다. 《사운즈》는 "그들의 모든 것이 당신이 들어본 다른 어떤 밴드보다도 더 중요한 밴드임을 말해준다"라고 평했다.
공연은 《멜로디 메이커》에 "영국에서 가장 위엄 있는 밴드가 당신의 방문을 기다립니다..."라고 홍보되었으며, 5,000장의 티켓은 모두 매진되었다. 기타리스트 브라이언 메이는 "이 공연은 우리가 TV에서 전체 공연을 완전히 라이브로 한 번에 연주한 첫 번째 공연이었기 때문에 매우 특별했다"라고 회상했다. 리드 싱어 프레디 머큐리는 공연을 위해 특별히 수입된 흰색 C. 벡스타인 그랜드 피아노를 연주했으며, 흰색과 검은색 캣수트를 착용하고 공연 중간에 의상을 갈아입었다.
비록 《A Night at the Opera》가 공연 당시 차트에 있었지만, 밴드의 세트리스트는 주로 무대에서 잘 어울리는 이전 곡들로 구성되었으며, 공연 중간에 메이의 솔로 기타 연주와 공연 후반부의 올드 로큰롤 곡 메들리가 포함되었다. 밴드는 〈Bohemian Rhapsody〉의 발라드 부분만 예전 곡들과 함께 메들리 형태로 연주했으며, 유일한 다른 《Opera》 수록곡은 공연 마지막에 테이프로 연주된 〈God Save The Queen〉이었다.
이 공연은 음악 프로그램 《The Old Grey Whistle Test》의 일환으로 BBC2에서 방송되었으며, 오디오는 나중에 BBC 라디오 1에서 송출되었다. 퀸은 이전에도 여러 차례 이 프로그램에 출연했는데, 당시에는 스튜디오 곡과 맞춤형 뮤직 비디오가 함께 재생되었다. 《Whistle Test》 진행자 밥 해리스는 무대에서 밴드를 소개했으며, 나중에 퀸이 "그날 밤 해머스미스 오데온에서 파티 분위기였다"라고 회상했다. 불행히도 그룹의 두 번째 앵콜 공연 전에는 카메라가 정리되어, 〈Seven Seas of Rhye〉와 〈See What a Fool I've Been〉의 오디오만 녹음되었다.
높은 녹음 및 촬영 품질과 전국적인 TV·라디오 방송 덕분에, 이 공연은 퀸의 가장 인기 있는 해적판 녹음이 되었다. 밴드의 해머스미스 세트에 포함된 많은 곡들은 이후 투어에서 제외되었고, 《Live Killers》나 《Live at Wembley '86》과 같은 공식 라이브 음반에도 수록되지 않았다.

## 곡 목록

### CD 버전
| #   | 제목                                                                                     | 작사·작곡              | 재생 시간 |
| --- | ---------------------------------------------------------------------------------------- | ---------------------- | --------- |
| 1.  | 〈Now I'm Here〉                                                                         | 브라이언 메이          | 4:43      |
| 2.  | 〈Ogre Battle〉                                                                          | 프레디 머큐리          | 5:19      |
| 3.  | 〈White Queen (As It Began)〉                                                            | 메이                   | 5:31      |
| 4.  | 〈Bohemian Rhapsody〉                                                                    | 머큐리                 | 2:28      |
| 5.  | 〈Killer Queen〉                                                                         | 머큐리                 | 2:08      |
| 6.  | 〈The March of the Black Queen〉                                                         | 머큐리                 | 1:30      |
| 7.  | 〈Bohemian Rhapsody〉 (Reprise)                                                          | 머큐리                 | 1:02      |
| 8.  | 〈Bring Back That Leroy Brown〉                                                          | 머큐리                 | 1:32      |
| 9.  | 〈Brighton Rock〉                                                                        | 메이                   | 2:24      |
| 10. | 〈Guitar Solo〉                                                                          | 메이                   | 6:37      |
| 11. | 〈Son and Daughter〉                                                                     | 메이                   | 1:44      |
| 12. | 〈Keep Yourself Alive〉                                                                  | 메이                   | 4:33      |
| 13. | 〈Liar〉                                                                                 | 머큐리                 | 8:45      |
| 14. | 〈In the Lap of the Gods... Revisited〉                                                  | 머큐리                 | 5:24      |
| 15. | 〈Big Spender〉                                                                          | 사이 콜먼, 도로시 필즈 | 1:24      |
| 16. | 〈Jailhouse Rock〉 / 〈Stupid Cupid〉 / 〈Be-Bop-A-Lula〉 / 〈Jailhouse Rock〉 (Reprise) | 다양한 아티스트        | 9:21      |
| 17. | 〈Seven Seas of Rhye〉                                                                   | 머큐리                 | 3:11      |
| 18. | 〈See What a Fool I've Been〉                                                            | 메이                   | 4:22      |
| 19. | 〈God Save the King〉                                                                    | 민요, 메이 (편곡)      | 1:23      |